# Erasmus Francisci
Erasmus Francisci, Erazem Francisci, pravo ime Erasmus Finx (Lübeck, 19. studenoga 1627. – Nürnberg, 20. prosinca 1694.) bio je njemački pisac, pravnik i polihistor.

## Životopis
Erasmus von Finxs rodio se u Lübecku 19. studenoga 1627. godine. Njegov otac bio je odvjetnik Franciscus von Finx. Gimnaziju je pohađao u Lüneburgu, a pedagogiju je studirao u Szczecinu. Studirao je pravo te je kao upravitelj dvora obitelji von Wallenrodt krenuo na edukativno putovanje kroz Italiju, Francusku i Nizozemsku. Od 1657. godine radio je kao lektor za nirnberškoga izdavača Endter. Godine 1658. postao je savjetnikom grofa Heinricha Friedricha od Hohenlohe-Langenburga i Gleichena.  
Napisao je veliki broj djela različitoga sadržaja te ga se smatra polihistorom. Bio je jedan od najčitanijih autora svoga vremena. Njegovo djelo Höllischen Proteus proučavao je Johann Wolfgang von Goethe kao izvor za svoje djelo Faust, a romantičari su također koristili mnoge materijale u ovoj knjizi. Koristio je pseudonime: Der Erzählende, Freundlieb Ehrenreich von Kaufleben, Theophil Anti-Scepticus. Der Unpartheyische, Gottlieb Unverrucht, Theophilus Urbinus i Gottlieb Warmund. 
Jedan od njegovih učenika bio je Wolfgang Christoph Deßler, nirnberški pisac duhovnih pjesmi.
Godine 1685. upoznao se s Janezom Vajkardom Valvasorom te je postao njegovim pomoćnikom za zadnja Valvasorova djela, a pogotovo za Die Ehre dess Hertzogthums Crain (Slava Vojvodine Kranjske). Ispravio je Valvasorov jezik i stil te je na Valvasorovu želju napisao dodatke i pripovijetke. Valvasor mu je čak dopustio da sam napiše povijest, tj. 1., 5., 10. i 13. knjigu Slave Vojvodine Kranjske.
Umro je u Nürnbergu 20. prosinca 1694. godine.

## Djela
- Christliches Spazierbüchlein, 1661 (Pseudonym: Christian Minsicht)
- Die lustige Schaubühne allerhand Curiositäten in einer Sprachhaltung einiger guter Freunde vorgestellet, Nürnberg 1663, erweitert in 3 Bänden, 1669–1673
- Neu-erbauter Schau-Platz denckwürdiger Geschichte/ und seltzamer/ mehrentheils trauriger Fälle: Voll leß-würdiger Erzehlungen; und mancherley/ sowol bey jetzigen/ als längstverwichenen Jahren/ begebener Exempeln/ samt deren nutzlich-beygefügten Erinnerungen/ Aus Vielen alten und neuen berühmten Geschichtschreibern zusammen getragen: Durch Christian Minsicht. Nürnberg/ Gedruckt bey Michael Endter. Im Jahr 1663. Nürnberg: Michael Endter, 1663. - Titelblatt (Kupfertafel), 899 pag. S., 8°.[3]
- Die geistl. Goldkammer der I. bußfertigen, II. gottverlangenden u. III. jesusverliebten Seelen, deren Geschmeide u. Juwelen durch wehklagende Reuebegierden, gläubige Wünsche u. inbrünstige Seufzer den Liebhabern der Himmelsschätze zuteil werden, 1664
- Der hohe Traur-Saal oder Steigen und Fallen großer Herren. Fürstellend aus allen vier Welt-Theilen, unterschiedlicher hoher Standes-Staats und Glücks-Personen wunderbare und traurige Veränderungen, so in den nechsten anderthalb hundert Jahren … sich gefüget 1665 (Mit 3 Fortsetzungen, Gesamtausgabe Nürnberg: Endter 1669–81)
- Ost- und West-Indischer wie auch Sinesischer Lust- und Stats-Garten: in drey Haupt-Theile unterschieden…, Nürnberg 1668
- Der Dritte Traur-Saal steigender und fallender Herren: Das ist Auf- und Untergang der Grossen., Nürnberg 1672
- Erinnerung der Morgenröte oder geistl. Hahnengeschrei an die im Schatten des Todes vertieften Herzen in 63 Aufmunterungen der menschl. Seele z. Buße u. wahrer Bekehrung u. z. Glauben u. gläubigen Wandel, 1672
- Deren nach der ewigen u. beständigen Ruhe trachtenden seelenlabende Ruhestunden in den unruhigen Mühen u. Tränen dieser Welt, 3 Bde., 1676–80
- Das eröffnete Lust-Haus der Ober- und Nieder-Welt, Nürnberg 1676 Digitalisat und Volltext im Deutschen Textarchiv, Digitalisat
- Der Römischen Kayser und Kayserinnen Hell-Polierter Tugend- und Laster-Spiegel, … Nürnberg 1677 WDB
- Der Wunder-reiche Uberzug unserer Nider-Welt, Oder Erd-umgebende Lufft-Kreys, Nach seinem natürlichen Wesen, manchfaltigen Eigenschafften, Nutzen, und Würckungen, natür- und unnatürlichen, feuer- und wässerigen Erscheinungen, … erklärt. Nürnberg 1680, Digitalisat
- Lorbeerkranz der christl. Rittersleute, 1680
- Letzte Rechenschaften jeglicher Menschen, 1681
- Ehr- u. freudenreiches Wohl der Ewigkeit f. die Verächter der Eitelkeit, in 52 Betrachtungen erwogen, 1683
- Schau- und Ehren-Platz Christlicher Tapfferkeit: Aller Denck- und Ruhmwürdig - ausgestandenen Belägerungen der Weltberühmten Römisch - Käyserlichen Ansitz - Stadt Wien in Oesterreich, Nürnberg, Endter 1684 WDB
- Der Höllische Proteus, oder Tausendkünstige Versteller, vermittelst Erzehlung der vielfältigen Bild-Verwechslungen Erscheinender Gespenster, Werffender und poltrender Geister, gespenstischer Vorzeichen der Todes-Fälle, Wie auch Andrer abentheurlicher Händel, arglistiger Possen, und seltsamer Aufzüge dieses verdammten Schauspielers, und, Von theils Gelehrten, für den menschlichen Lebens-Geist irrig-angesehenen Betriegers, (nebenst vorberichtlichem Grund-Beweis der Gewissheit, daß es würcklich Gespenster gebe), Endter, Nürnberg 1690, 2. Auflage, 1695

## Vanjske poveznice
- Glonar Joža. "Francisci Erasmus". Slovenski biografski leksikon. Slovenska biografija. Ljubljana: ZRC SAZU, 2013.
- Druckschriften von und über Erasmus Francisci na VD 17.
- Digitalisierte Drucke von Erasmus Francisci u katalogu Herzog August Bibliothek-e
- Djela Erasmusa Franciscija na Zeno.org
- Bücher von und über Francisci bei der Staatsbibliothek zu Berlin  Arhivirana inačica izvorne stranice od 26. rujna 2007. (Wayback Machine)
- Informationen über Francisci der Nürnberger Astronomische Gesellschaft  Arhivirana inačica izvorne stranice od 10. ožujka 2016. (Wayback Machine)